# Murmur
Murmur ist das Debütalbum der US-amerikanischen Rockband R.E.M. und erschien im April 1983 auf dem Indie-Label I.R.S. Records. Das Album gilt als früher Höhepunkt im Schaffen der Band.

## Hintergrund
Im April 1983 veröffentlicht, war Murmur der Nachfolger der EP Chronic Town im Jahr davor. Der Sound auf Murmur charakterisiert die leisere, introvertiertere Seite der ersten Welle des Post-Punk in den USA. Der Sound war damals neu, obwohl die Grundstruktur der Songs traditioneller Rockmusik entsprach. Der Gitarrensound ist mit dem der Byrds vergleichbar, und der Bass hat den ausdrucksstarken Sound des Rickenbacker, den Bassist Mike Mills am liebsten spielt.
Als erfahrenster Musiker der Band trägt Mills mit seinem Bass zum melodiösen Element des Sounds der frühen R.E.M.-Alben bei. Charakteristisch ist die distanzierte Art, wie Michael Stipe singt. Dessen düstere Texte verleihen der Musik eine gewisse Mystik und Tiefe. Murmur wurde von Mitch Easter und Don Dixon produziert, in Charlotte, North Carolina aufgenommen und vom Indie-Label I.R.S.-Records veröffentlicht. Zunächst kletterte Murmur in den USA bis auf Platz 36 und wurde schließlich 1991 von der Recording Industry Association of America mit einer Goldenen Schallplatte für 500.000 verkaufte Exemplare ausgezeichnet.

## Cover
Auf dem Albumcover ist ein Landschaftsausschnitt abgebildet, der von der Kletterpflanze Kudzu überwuchert wird. Das Gerüst, das auf der Rückseite abgebildet ist, war ursprünglich Teil der Eisenbahnlinie der Georgia Railroad, die in die Heimatstadt der Band, nach Athens führte, und wurde so etwas wie eine lokale Sehenswürdigkeit. Pläne, das Gerüst (das mittlerweile allgemein als das „Murmur-Gerüst“ bezeichnet wird), abreißen zu lassen, brachten einen öffentlichen Aufschrei der Entrüstung. Am 2. Oktober 2000 bestimmten der Vorsitzende des Athens-Clarke County und der eingesetzte Ausschuss, dass das Gerüst bestehen bleiben soll.

## Titelliste
Bis auf West of the Fields stammen alle Songs aus der Feder von Bill Berry, Peter Buck, Mike Mills und Michael Stipe.
Seite 1
1. Radio Free Europe – 4:06
2. Pilgrimage – 4:30
3. Laughing – 3:57
4. Talk About the Passion – 3:23
5. Moral Kiosk – 3:31
6. Perfect Circle – 3:29
Seite 2
7. Catapult – 3:55
8. Sitting Still – 3:17
9. 9-9 – 3:03
10. Shaking Through – 4:30
11. We Walk – 3:02
12. West of the Fields (Berry, Buck, Mills, Stipe, Neil Bogan) – 3:17

## Rezeption
Die Musikzeitschrift Rolling Stone wählte Murmur 2003 und 2012 auf Platz 197 und 2020 auf Platz 165 der 500 besten Alben aller Zeiten. Es belegt zudem Platz 8 der 100 besten Alben der 1980er Jahre sowie Platz 11 der 100 besten Debütalben. Radio Free Europe erreichte 2004 Platz 389 und 2021 Platz 174 der 500 besten Songs aller Zeiten.
New Musical Express führt das Album auf Platz 69 der 500 besten Alben aller Zeiten.
In der Auswahl der 100 besten Alben des Jahrzehnts von Pitchfork belegt Murmur Platz 5, in der neueren Aufstellung von 2018 Platz 39 von 200. Radio Free Europe erreichte Platz 128 der 200 besten Songs der 1980er Jahre.
Uncut wählte Murmur auf Platz 45 der 200 besten Alben aller Zeiten.

„Das erste Lebenszeichen war zugleich ein Zeichen kommender Größe. Dominanter Bass, devote Stimme und überall diese klingelnden Arpeggien auf der Gitarre, sanft verwehter Pop mit stabilem Puls. Ein Album, dem man seine satten 30 Jahre auf dem Buckel kaum anmerkt.“

Die Single Radio Free Europe wurde 2009 in die National Recording Registry der Library of Congress aufgenommen.
Murmur gehört zu den 1001 Albums You Must Hear Before You Die.

## Deluxe Edition
Anlässlich des 25. Jubiläums veröffentlichte I.R.S. Records im November 2008 eine erweiterte Neuauflage als Doppel-CD. Die „Deluxe Edition“ enthält neben dem Album auch den Mitschnitt eines Konzerts von R.E.M. in Toronto am 9. Juli 1983.
Seit 2010 ist die „Deluxe Edition“ mit allen 28 Songs auch als Download erhältlich.
Live at Larry’s Hideaway, Toronto (1983)
1. Laughing – 3:52
2. Pilgrimage – 4:08
3. There She Goes Again (Lou Reed) – 2:44
4. 7 Chinese Bros. – 4:15
5. Talk About the Passion – 3:02
6. Sitting Still – 4:10
7. Harborcoat – 3:44
8. Catapult – 3:53
9. Gardening at Night – 3:33
10. 9-9 – 3:16
11. Just a Touch – 2:27
12. West of the Fields (Berry, Buck, Mills, Stipe, Bogan) – 3:06
13. Radio Free Europe – 4:57
14. We Walk – 2:56
15. 1,000,000 – 3:05
16. Carnival of Sorts (Box Cars) – 3:58